# موسوعة بيرلمان الجيبية للسيجار
تعد موسوعة بيرلمان الجيبية للسيجار Perelman's Pocket Cyclopedia of Cigars مرجعًا منشورًا ومحدثًا سنويًا يتضمن قائمة بعلامات السجائر المتوفرة في الولايات المتحدة، بما في ذلك المواصفات والمعلومات حول كل سيجارة بالإضافة إلى المعرفة الأساسية حول السجائر بشكل عام، مثل ألوان الأغلفة وأشكالها وأحجامها. تحتوي أيضًا على قسم "المذكرات السنوية" الذي يتضمن قائمة بعلامات جديدة وتلك التي تم إيقاف إنتاجها منذ الإصدار الأخير، وتفاصيل حول العلامات "القديمة" التي ما زالت قيد الإنتاج، وقائمة بالسجائر غير الاعتيادية (مع أغلفة متعددة الألوان، على سبيل المثال)، وقائمة بأصغر وأكبر السجائر المتاحة (من حيث الطول والقياسات). 

## الطبعات
تم نشرها لأول مرة في عام 1995 واحتوت على 370 علامة تجارية. ارتفع عدد العلامات التي تم تغطيتها إلى 659 في الطبعة لعام 1997، ثم إلى 1,144 في عام 1998، ومن ثم إلى أعلى مستوى على الإطلاق وهو 1,448 في عام 1999. الطبعة الخامسة عشرة (عام 2009) تحتوي على ثاني أعلى إجمالي للعلامات التجارية على الإطلاق وتتضمن معلومات حول 1,360 علامة تجارية (1,209 مصنوعة يدوياً، 75 مصنوعة آلياً و76 سيجار صغير/سيجاريللو).

### موسوعة السجائر الهافانية
هناك طبعة مرافقة، موسوعة بيرلمان للسجائر الهافانية وهي مشابهة ولكنها تتضمن معلومات فقط حول علامات السجائر الكوبية. وهي حاليًا في الطبعة الثالثة (نشرت في عام 2005)، لكنها لا تنشر كل عام (الطبعة الثانية كانت في عام 1998)، وتتضمن أيضًا معلومات حول كيفية صناعة السجائر في كوبا، وتاريخ التبغ والعلامات التجارية الكوبية، وتفاصيل حول الفيتولا. كلتا الطبعتين من تأليف ريتشارد ب. بيرلمان.